# Черна книга
„Черна книга“ (на руски: Чёрная книга) е документален сборник, посветен на Холокоста в окупираните от Германия през Втората световна война области на Съветския съюз.
Съставен е през 1943 – 1945 година от група съветски журналисти, водена от Иля Еренбург и Василий Гросман, като част от дейността на Еврейския антифашистки комитет. Сборникът включва писма, дневници и записани непосредствено след събития свидетелства на оцелели жертви, документи от разследванията срещу извършителите, както и белетризирани очерци, базирани на свидетелства на очевидци.
През 1948 година книгата, вече в процес на отпечатване, е забранена от съветската цензура, която се опитва да я унищожи, тъй като влиза в разрез с официалната пропаганда на режима в две основни посоки – съветската пропаганда се стреми, от една страна, да омаловажи Холокоста и да го представи като част от по-широк геноцид срещу цялото население на окупираните територии, а от друга, да прикрие мащаба на колаборационизма на местното население с германците. Части от книгата са публикувани като част от различни издания. В цялостен вид тя е публикувана за пръв път на руски в Израел през 1980 година, а след това в Украйна през 1991 година. За пръв път е издадена в Русия едва през 2015 година след набиране на дарения в интернет.